# 沙漠越野
沙漠越野是一种新的汽车运动。
2000年以前，沙漠越野还是一个陌生的字眼。很多人喜欢用徒步来完成沙漠的探险和旅游。对于当地人来讲，如果不是职业从事沙漠工作的牧民，其他人很少能开车进入沙漠腹地的。2003年，内蒙古杭锦旗独贵塔拉镇夜鸣沙景区由于「小倩事件」，让更多的人了解到沙漠的可怕。当时参与救援的有政府机构、民间组织、景区工作人员，也就是当时开始有人用越野车挂上四驱的形式，走进沙漠。
2006年，「越野e族T3英雄会」在内蒙古赤峰市乌丹镇的翁牛特沙漠举行，为中国越野人的民间越野（尤其是沙漠越野）开了先河。以沙漠挑战赛为代表的「T3英雄会」，三辆车一组，吸引了众多的參加者。
随着媒体的介入，沙漠越野也逐渐讓普通百姓認識。这是一种新的运动，能够锻炼团队成员的团队协作能力，挑战自己，降低沙漠越野的风险，提高沙漠越野的认知度，让更多的人了解越野。无论风险有多大，其刺激性和趣味性，仍然吸引很多参加者。
2012年，由杭锦旗人民政府、内蒙古海联投资集团、北京尚野堂国际文化传媒有限责任公司，共同承办了库布齐沙漠国际公益越野基地，为天下的越野英雄，提供餐饮、住宿、救援、洗车、修车等基本服务，让更过的人放心越野、舒心越野，也是中国大陆首家立于无人区边缘的专业组织，是中国越野史上的里程碑。自2013年清明以来，库布齐沙漠共计翻了50多辆车，过往车次3000多辆，基地提供了很多公益的救援，这让很多越野人尤为感动。在夜鸣沙景区，又建立了库布齐第一个公益的驿站，搭建了蒙古包和篷房，供大家免费使用。2013年7月，由杭锦旗旅游局主办，北极星工业和尚野堂共同承办的15辆北极星全地形车成功穿越库布齐沙漠朔方古道无人区。

## 伸延閱讀
- Dune bashing
- 越野賽車（英语：Off-road racing）